# Петров, Андрей Николаевич (политик)
Петров Андрей Николаевич (р.17 марта 1976 г.) — российский муниципальный деятель. Глава администрации Московского района г. Чебоксары (2010—2020). Врио главы администрации города Чебоксары с 2021 года.

## Биография
Петров Андрей Николаевич родился в Чебоксарах 15 марта 1976 года. Окончил Чувашский государственный университет имени И.Н Ульянова.
Специалист по маркетингу, ведущий специалист ОАО "Чебоксарское научно-производственное приборостроительное предприятие «ЭЛАРА» (1999—2001). Коммерческий директор ООО «Элконт» 2001—2003.
Директор ООО компания «ДАР-Климат» 2003—2006. Начальник отдела промышленности и предпринимательства администрации города Чебоксары 2006—2008. Начальник Заволжского территориального управления администрации г. Чебоксары 2008—2010.
Глава администрации Московского района г. Чебоксары 2010—2020. Заместитель главы администрации города Чебоксары — руководитель аппарата 2020—2021. И. о. главы администрации города Чебоксары 2021 год. Заместитель главы администрации города Чебоксары — руководитель аппарата с 2021 года. Заместитель главы администрации города Чебоксары — руководитель аппарата 2020—2021.
Специалист по маркетингу, ведущий специалист ОАО "Чебоксарское научно-производственное приборостроительное предприятие "ЭЛАРА 1999—2001. Коммерческий директор ООО «Элконт» 2001—2003. Директор ООО компания «ДАР — Климат» 2003—2006. Начальник отдела промышленности и предпринимательства администрации города Чебоксары 2006—2008. Начальник Заволжского территориального управления администрации г. Чебоксары 2008—2010.